# Pixel 5
Le Pixel 5 est un smartphone Android qui fait partie de la gamme des Google Pixel. Il succède au Pixel 4,. Il est annoncé le 30 septembre 2020.

## Caractéristiques

### Conception et matériel
L'écran du Google Pixel 5 mesure 6 pouces. Il recouvre presque la totalité de la face avant du téléphone. Son ratio est de 19.5:9. Sa fréquence de rafraîchissement peut atteindre 90 Hz, mais son caractère adaptatif lui permet d'être réglée selon les besoins, afin de réduire l'utilisation de la batterie. Les bordures qui l'entourent mesurent toutes la même épaisseur, ce qui est notamment permis par la présence d'un des haut-parleurs sous l'écran. Un trou en haut à gauche de l'écran accueille la caméra frontale.
Le boîtier du Pixel 5 est fabriqué en aluminium, avec un aspect granuleux. En France, le smartphone est disponible uniquement dans la couleur "Simplement Noir". À l'arrière se trouve un capteur d'empreinte digitale, centré horizontalement, en dessous du bloc photo, légèrement surélevé. Il présente l'indice de protection IP68.
La connectique se fait par l'intermédiaire d'un port USB-C. À sa droite, un deuxième haut-parleur permet d'obtenir un son stéréo.
Ce smartphone utilise le système sur puce de milieu de gamme Qualcomm Snapdragon 765G (composé de huit cœurs Kryo 475, d'un GPU Adreno 620 et d'un DSP Hexagon 696), avec 8 Go de RAM LPDDR4x et 128 Go d'UFS 2.1 de stockage interne, non extensible. Le Snapdragon 765G permet une connectivité 5G standard ; les ondes millimétriques sont prises en charge uniquement aux États-Unis.
La batterie du Pixel 5 a une capacité de 4 000 mAh, une augmentation significative par rapport à la batterie de 2 800 mAh de son prédécesseur. Il supporte la charge rapide jusqu'à 18 W, la charge sans fil Qi ainsi que la charge sans fil inversée.
Le Pixel 5 inclut deux caméras à l'arrière. Un capteur ultra grand angle remplace le téléobjectif du Pixel 4. Le grand angle est un capteur Sony Exmor IMX363 de 12,2 Mpx, tandis que l'ultra grand angle est une caméra de 16 Mpx. Ces capteurs sont les mêmes que ceux du Pixel 4a (5G). La caméra frontale a une résolution de 8 Mpx. Avec le Pixel 4a (5G), c'est le premier Pixel qui peut enregistrer des vidéos 4K à 60 fps, les anciens étant limités à 30 fps. Contrairement à son prédécesseur, le Pixel 5 ne dispose pas d'une puce dédiée au traitement d'image. Avec un processeur moins puissant, ces conditions impliquent un temps d'attente de quelques secondes avant de voir la photo finale.

### Logiciel
Le Pixel 5 embarque au lancement Android 11 et la version 8.0 de l'application Appareil photo de Google. Plusieurs fonctionnalités sont introduites avec le téléphone, telles que l'ultra économiseur de batterie, qui arrête les applications en arrière-plan et autorise seulement les applications essentielles pour prolonger davantage l'autonomie.
Le Pixel 5 doit recevoir 3 ans de mises à jour logicielles, avec une prise en charge jusqu'en octobre 2023,.

## Annonce
Le Google Pixel 5 est annoncé le 30 septembre 2020 lors d'une présentation diffusée sur internet, aux côtés de plusieurs autres produits, dont le Pixel 4a (5G). Il sort le 15 octobre 2020 en France et dans huit autres pays, puis le 29 octobre 2020 aux États-Unis et au Canada. Contrairement aux générations précédentes, le Pixel 5 n'est pas accompagné d'une version XL, plus grande.
Le 19 août 2021, Google a annoncé que le Pixel 5 ne serait plus disponible à la vente une fois les stocks épuisés.

## Accueil
Le Pixel 5 est salué pour les qualités de son appareil photo, même si les concurrents ont rattrapé l'avance qu'avaient les Google Pixel sur les générations précédentes. The Verge remarque que Google n'a pas essayé de rattraper les concurrents haut de gamme, mais s'est plutôt concentré sur l'amélioration des fonctionnalités de base.
En revanche, certains points déçoivent : le téléphone n'affiche la photo finale qu'après quelques secondes, en raison de l'absence de puce dédiée au traitement d'image, et le haut-parleur sous l'écran propose un son métallique et peu puissant,. Frandroid note que le principal concurrent du Pixel 5 est le Pixel 4a (5G), annoncé en même temps, dont les concessions techniques sont compensées par la différence de prix.